# بعثة بيدرو دي بالديبيا إلى تشيلي
قام الإسباني دييجو دي ألماجرو بالمحاولة الأولى لغزو تشيلي، حيث جاء للبحث عن الثروة والشهرة. إلا أنه لم يكن في تشيلي آنذاك ثروة معدنية، ولكن كان هناك العديد من السكان الأصليين، والقليل منهم على استعداد للتخلي عن أراضيهم. أدى هذا الوضع إلى عودة ألماجرو إلى بيرو.
نشبت حربًا بين فرانثيسكو بيثارو وألماجرو، وحارب دي بالديبيا بجانب الأول، والذي منحه منجمًا من الفضة في مقاطعة بوركو، بالقرب من تشاركس.  وعلى الرغم من تمتع بيثارو بثروة كبيرة، إلا أنه خطط لغزو تشيلي لنيل المجد والشهرة. وكان يحلم بإنشاء مدن للملك وإسكان الأراضي الجنوبية الجديدة، طليطلة الجديدة، والتي أصبحت بدون مالك بعد وفاة ألماجرو. وطلب دي بالديبيا حينذاك الإذن من بيثارو لبدء غزو تشيلي. وترأس الحملة عام 1540 بقوة من 150 إسبانيًا، من بينهم إينيس  سواريث مع بعض الحلفاء الهنود حيث عبر الصحراء الساحلية وهزم قوة هندية أتت لمحاربته. وفي 12 فبراير عام 1541 أسس سانتياجو، والتي صممها بيدرو دي جامبوا.